# GP Stan Ockers
De GP Stan Ockers was een eendaagse wielerwedstrijd voor profs, die van 1957 tot 1963 werd georganiseerd in Frankrijk. Het was de voortzetting van de Tour du Doubs, die in 1955 (voorlopig) voor het laatst werd verreden. De naam was een eerbetoon aan de in 1956 verongelukte ex-wereldkampioen Stan Ockers.

## Winnaars
- 1957:  Raymond Impanis
- 1958:  André Vlayen
- 1959:  René Privat
- 1960:  Seamus Elliott
- 1961:  Willy Bocklant
- 1962:  Joseph Velly
- 1963:  Willy Bocklant